# Frgál
Frgál es un tipo de tarta circular un bizcocho tradicionalmente producido en una zona del este de Moravia llamado Valašsko. En la mayoría de los casos el radio del bizcocho es alrededor de 30 cm.  A la masa se añade la levadura, después un relleno y  al final se polvea una mezcla de harina, mantequilla y azúcar – polvo dulce .(posypka)

## Historia
El nombre ,"frgál" se usaba originalmente para bollos mal hechos. Pero como dulce se come desde hace más de 200 años. Especialmente en la zona de Valašsko se hacían para las celebraciones más importantes del año. Por ejemplo, en las Navidades, la Pascua, etc. Gracias a esto surgió una tradición con estos bizcochos.  La primera mención proviene del aňo 1826  y se trataba de producto único de panadería. No existía nada similar en el resto del país. Desde diciembre de 2013 los frgales son IGP (un producto conectado con una cierta zona geofráfica que tiene la patente de este producto) según la Comisión de la Unión Europea.

## Tradición
En el siglo XIX. se hacían frgales con mermelada de pera. Este frgal era muy difícil de preparar, especialmente la mermelada porque  las peras tenían que estar completamente secas. Seguidamente se les tenía que poner  en remojo, cocer, moler y sazonar. En Valašsko se hacían también frgales de col: la masa era dulce y el relleno era una mezcla de polvo de pimiento – dulce,col y todo era espolvoreado con "posypka". Cuando no había col se utilizaron frutas, zanahorias, remolachas o nabo. En actualidad,los frgales están rellenos de albaricoques lo que es una novedad, porque los albaricoques provienen originalmente de China.
La pasta del frgal se tiene que amasar bien. Después de que sube la masa se extiende la masa con el rodillo en forma de círculo. Antes de poner la masa al horno, se tiene que untar con un poco de aceite y apoyar en una base de papel de aluminio. Antiguamente se ponía por debajo harina molida y el frgal se cocía en los hornos de barro. 

## Tipos de frgales
El relleno de los frgales es muchas veces dulce ,los rellenos más populares son de requesón con uvas pasas, mermelada de ciruela, mermelada de pera, nueces molidos o semillas de adormidera.
También existen frgales con fresas o albaricoques pero no son tan populares. Para los frgales es típico el uso de un solo relleno en cada frgál . Nunca se mezclan 2  o más tipos de rellenos. Los típicos frgales salados con rellenos de col fermentado o remolacha ya no se hacen en actualidad.

## Presente
Los frgales se pueden encontrar durante celebraciones folclóricas en el museo al aire libre de Valašsko (Valašské muzeum v přírodě), celebraciones de cualquier tipo en los castillos o en cualquiera panadería del este de la República Checa. Como es un bollo típico de Valašsko, la mayoría de la gente en la zona oriental mantiene la tradición de hornear los frgales para las celebraciones hasta nuestros días.
=